# Dodecatheon hendersonii
Espèce
Classification phylogénétique
Dodecatheon hendersonii est une espèce de plantes à fleurs de la famille des Primulaceae.
Synonyme :
- Primula hendersonii (A. Gray) A.R. Mast & Reveal

C'est une plante herbacée vivace rustique formant une rosette, dont les feuilles, de 2 à 6 cm de long, sont charnues, oblongues ou ovales, de couleur vert foncé.
Floraison : en juin, ombelles composées de une à cinq fleurs, de 1 à 3 cm de long, de couleur rose pourpré, plus foncé au centre, avec un anneau blanc à la base.
Hauteur : 40 cm environ, diamètre : 25 cm.
Origine : Californie.